# Viva Macau
Viva Macau (chiń. 非凡航空; pinyin Fēifán Hángkōng) – nieistniejąca chińska linia lotnicza z siedzibą w Makau. Głównym węzłem był port lotniczy Makau.